# Kate Morton
Pour les articles homonymes, voir Morton.
Kate Morton (née en 1976) est une écrivaine australienne connue pour ses romans gothiques. 

## Biographie
Kate Morton a une maîtrise de littérature victorienne et un doctorat sur le gothique dans la littérature contemporaine. 
Elle est l'aînée d'une famille de 3 enfants. Étant enfant, elle lisait des livres d'Enid Blyton.
Elle est mariée à un musicien de jazz dont elle a eu trois enfants.

## Œuvre

### Romans
- The House At Riverton, 2006
  - Les Brumes de Riverton, 2007
- The Forgotten Garden, 2008
  - Le Jardin des secrets, 2009
- The Distant Hours, 2010
  - Les Heures lointaines, 2011
- The Secret Keeper, 2012
  - La Scène des souvenirs , 2013
- The Lake House, 2015
  - L'Enfant du lac, 2015
- The Clockmaker’s Daughter, 2018 
  - La Prisonnière du temps, Presse de la Cité, 2019  (ISBN 978-2-2581-1565-1)
- Homecoming, 2023
  - Les Ombres d'Adélaïde hills, Charlestone, 2023